# Guglielmo I Bevilacqua

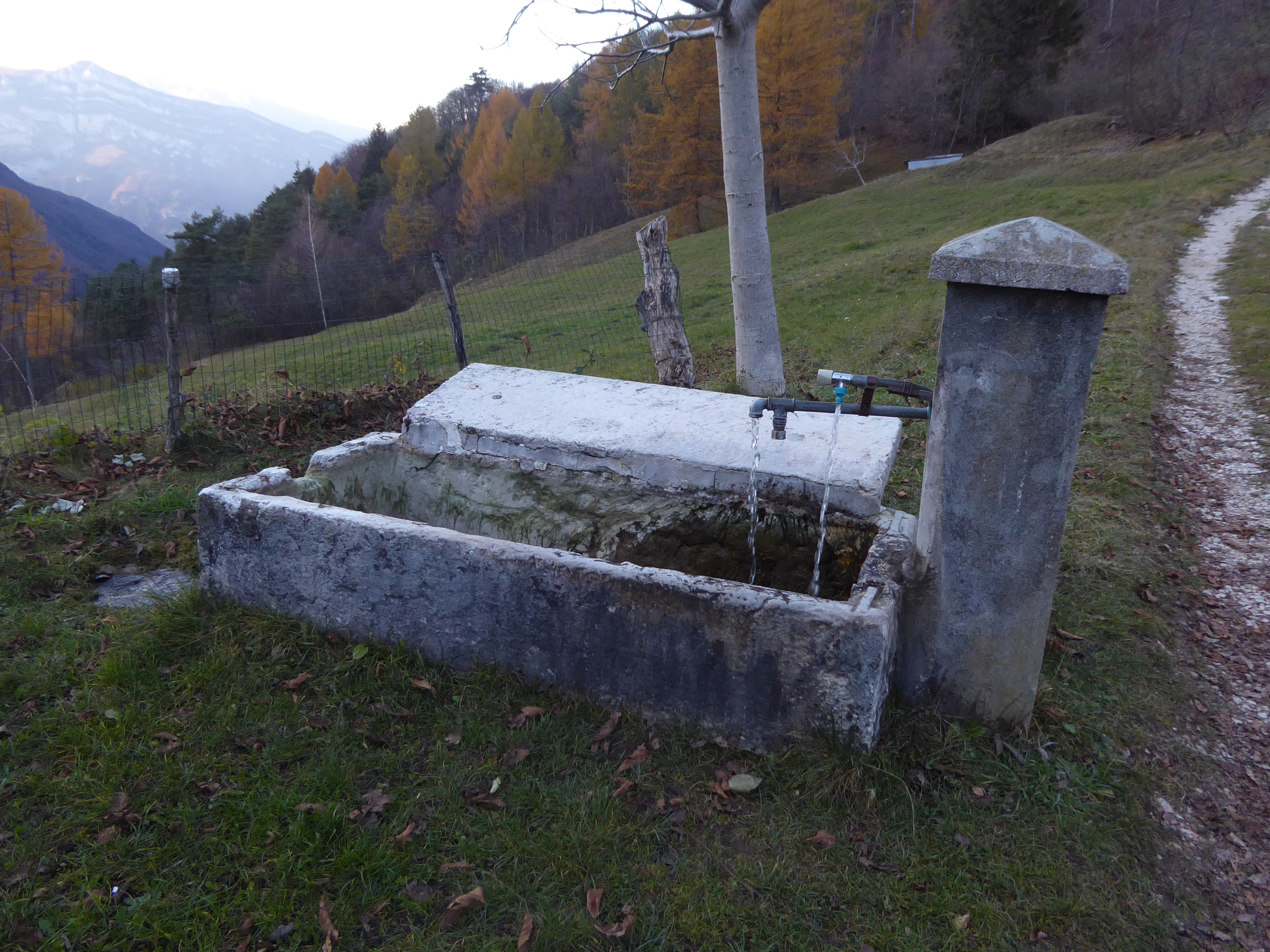
In Ala, in het bosrijke Trentino, maakte Bevilacqua fortuin.

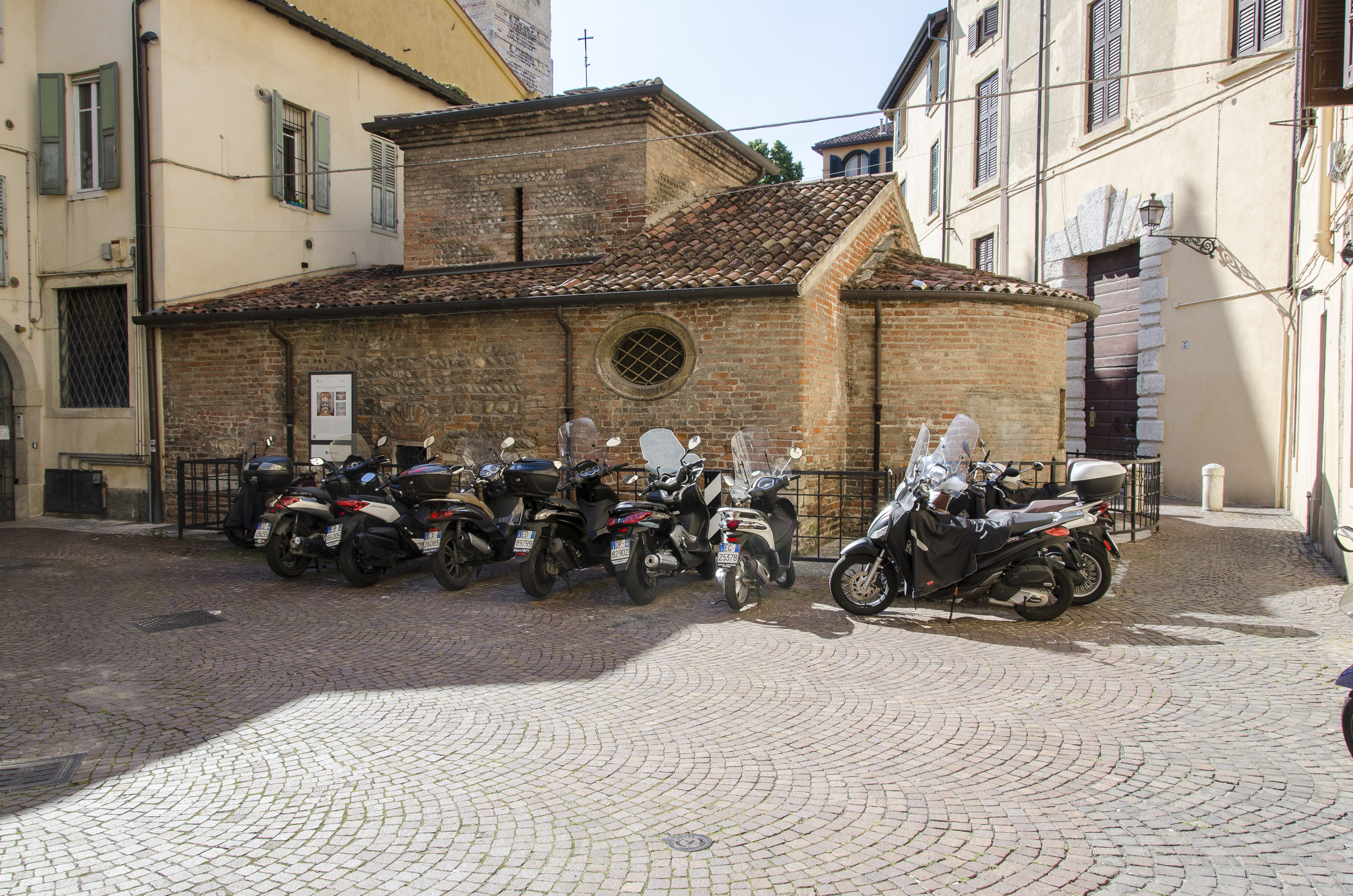
Hij werd begraven in de Chiesa delle Sante Teuteria e Tosca in Verona.

Guglielmo I Bevilacqua (Ala, 1272 – Parma, 1335) was een condottiero in dienst van de heren van de stadstaat Verona, het machtige huis Della Scala. Naar hem zijn het dorp en het kasteel Bevilacqua genoemd in de provincie Verona. Hij startte de bouw van het kasteel.

## Levensloop
Bevilacqua werkte als houthakker en houthandelaar in Ala, gelegen in het prinsbisdom Trente. Hij vergaarde rijkdom niet alleen door te verkopen aan het hof van de prinsbisschop maar ook aan het buurland, de stadstaat Verona. Aanvankelijk was hij een vazal van de prinsbisschop. Via de condottiero Guglielmo da Castelbarco, bijgenaamd il Grande, raakte Bevilacqua in contact met de heerser van Verona Cangrande della Scala. Deze regeerde vanaf 1311. Bevilacqua verhuisde naar Verona, stroomafwaarts de Adige rivier. Daar werd hij een condottiero die vocht voor Cangrande.
Hij herbergde, op vraag van Cangrande, de dichter Dante Alighieri in zijn woning.
Bevilacqua verwierf het burgerrecht van Verona. In Verona bouwde hij de oudste kerk uit, die een vervallen kerkje was uit de Romeinse tijd. Het ging om de Chiesa delle Sante Teuteria e Tosca. 
Cangrande stelde Bevilacqua aan als zijn gouverneur in Padua, dat in handen van de Veronezen was gevallen. Cangrande schonk uit dankbaarheid voor bewezen diensten de heerlijkheid die Bevilacqua’s naam droeg, in het ommeland van Verona. Bevilacqua startte met de bouw van zijn kasteel; het doel was de machtige heren in de buurt, het huis Este van Ferrara en het huis Carrara uit Verona te houden.
Ondertussen maakte zijn zoon Francesco Bevilacqua, een jurist, carrière aan het hof van het huis Della Scala. Guglielmo kon voor zijn dood (1335) nog de geboorte meemaken van zijn kleinzoon en naamgenoot Guglielmo II (1334). Hij werd begraven in de Chiesa delle Sante Teuteria e Tosca (1335), die nog een bouwwerf was en verder afgewerkt werd door zijn zoon Francesco. Francesco voltooide daarnaast een veel grotere werf van hem: het kasteel van Bevilacqua.

## Divina Commedia
In deel 2 van de Divina Commedia of Goddelijke Komedie geschreven door Dante Alighieri komt Guglielmo I Bevilacqua voor. Deel 2 wordt Purgatorio of Louteringsberg genoemd. Dante vernoemt hem in de vierde zang die handelt over mensen die pas op hun sterfbed hun zonden opbiechten.